# Osterby (powiat Schleswig-Flensburg)
Osterby (duń. Østerby) – miejscowość i gmina w Niemczech w kraju związkowym Szlezwik-Holsztyn, w powiecie Schleswig-Flensburg, wchodzi w skład urzędu Schafflund.